# 户高一成
户高一成（1948年4月10日—）是一位日本军事史学家，吴市海事历史科学馆馆长。

## 生平
1948年出生于日本宫崎县，1973年毕业于多摩美术大学美术学部，毕业后和朋友经营一家设计公司，后加入财团法人史料調査会，1992年升任理事，之后担任了10年今日话题社社长。1994年为准备筹建和平纪念馆辞去社长职位。1999年担任昭和館图书情报部部长，2004年担任吴市企画部参事補，2005年4月担任吴市海事历史科学馆馆长。

## 荣誉
2019年凭借《证言录海军反省会》全11卷获得菊池宽奖。